# Dión Khrüszosztomosz
Dión Khrüszosztomosz (latinul: Dio Chrysostomus Coccejus), (40 körül – 120 körül) ókori görög szónok.
A Bithüniai Pruszában született. Előkelő, vagyonos családja gondos nevelésben részesítette. Eleinte szónoki, majd filozófiai tanulmányokkal foglalkozott, és itt elsősorban a sztoicizmus tanításait kedvelte meg. Domitianus császár uralkodása (81–96) idején Rómában tartózkodott, majd miután a császár a filozófusokat kitiltotta a fővárosból, Dión a Római Birodalom dunamenti provinciáit utazta be. Nerva trónraléptekor tért ismét vissza Rómába (96). Baráti viszonyban állt a császárral, innen nyerte a Crocceius nevet utalva Nerva teljes nevére. Nerva utóda, a 98-ban trónralépő Traianus is megbecsülte munkásságát. A 100-ik évben Dión meglátogatta szülővárosát, majd ismét Rómába jött. Itt is hunyt, de ennek ideje bizonytalan. Unokája, Cassius Dio jelentős korabeli történetíró volt.

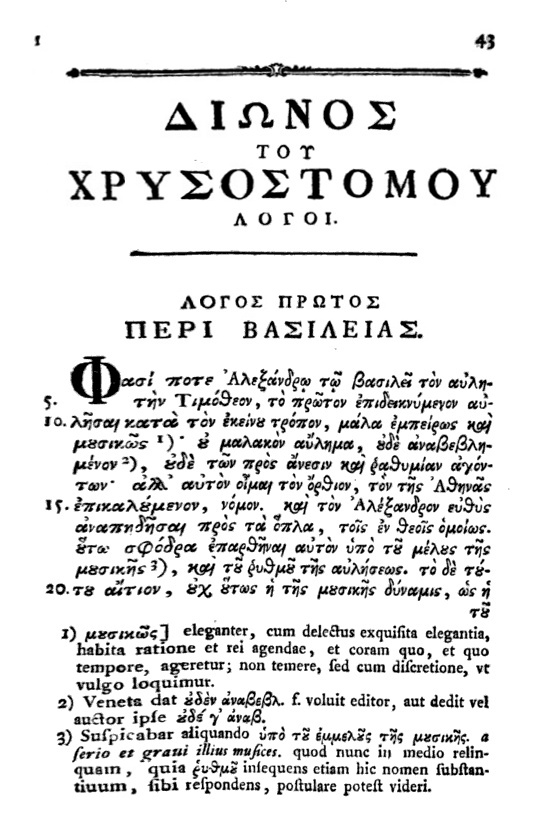
Dión Khrüszosztomosz beszédei; szerkesztette Johann Jakob Reiske, 1784. Oration 1, ΠΕΡΙ ΒΑΣΙΛΕΙΑΣ (A királyságról)

Napjainkra 80 beszéd maradt fenn a neve alatt, ám valójában ezek nem mindegyike származik tőle. A beszédek, vagyis inkább erkölcstani és filozófiai tárgyú dolgozatok szerezték meg Diónnak a Khrüszosztomosz ('Aranyszájú') melléknevet. A beszédeket finom ízlés és tiszta nyelvezet jellemzik, és szerzőjüket Platón és Démoszthenész szerencsés utánzójának, egyben kora legjelentősebb stilisztájának mutatják. A beszédek nyomtatásban először 1551-ben jelentek meg. (Aldusnál, Venetiis).

## Magyarul megjelent művei
- Euboiai történet vagy A vadász. Chrysostomos Dion 7. beszéde; ford. Vajda Károly; Wunder Ny., Fehértemplom, 1896
- A vadász. Részlet Dio Chrysostomus 7. beszédéből. Elbeszélés; ford. Konrád Ferenc; Huszár Ny., Nyitra, 1911
- Dión Chrysostomosː A »királyságról« szóló első beszéd. Fordítás, kommentár és kísérő tanulmányok; ford., jegyz., tan. Szlávik Gábor; Károli Gáspár Református Egyetem, Budapest, 2004, ISBN 963-8392-62-2
- Dión Chrysostomosː Tróját nem vették be és más írások (ford. Szepessy Tibor), ELTE Eötvös József Collegium, Budapest, 2016 (Antiquitas, Byzantium, renascentia)